# George Carlin

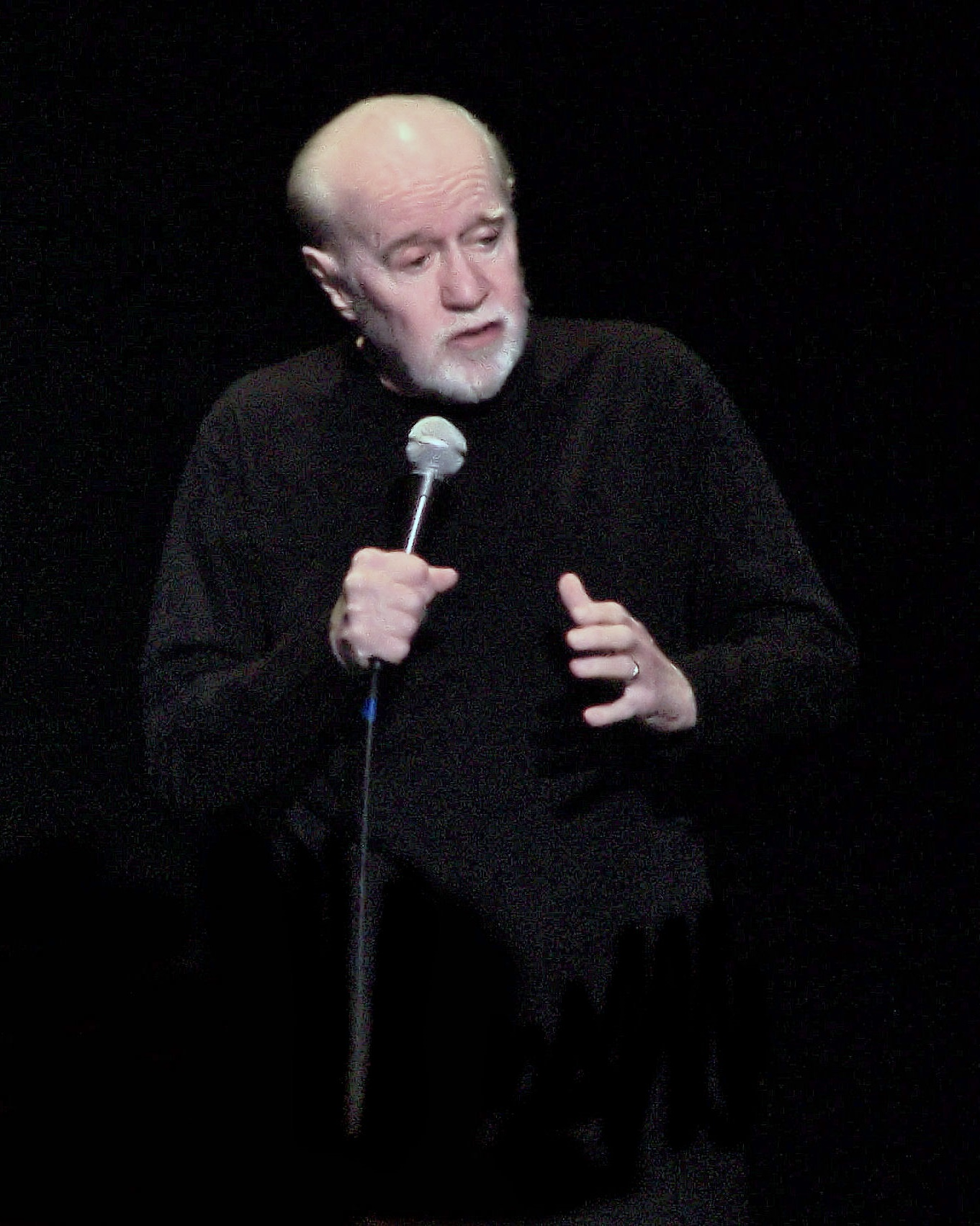
George Carlin (April 2008)

George Denis Patrick Carlin (* 12. Mai 1937 in New York City; † 22. Juni 2008 in Santa Monica) war ein US-amerikanischer Komiker, Schauspieler, Sozialkritiker und Autor. Er begann Ende der 1950er Jahre als Radiomoderator, wurde jedoch bald bekannt als Stand-up-Comedian. Mit seinem 1972 erschienenen Album FM & AM wandelte er sich zum sozialkritischen Künstler, der vor allem die amerikanische Konsumgesellschaft, politische Korrektheit und Religion aufs Korn nahm. Berühmtheit erlangten seine Seven Dirty Words, die man nicht im Fernsehen sagen darf.

## Leben
Carlin absolvierte eine Ausbildung zum Radartechniker auf der Barksdale Air Force Base. Außerdem arbeitete er als Discjockey beim Radiosender KJOE in der nahe gelegenen Stadt Shreveport (Louisiana). 1957 wurde er mit negativen Beurteilungen seiner Vorgesetzten vorzeitig aus dem Militärdienst entlassen.
1959 trat er zusammen mit Jack Burns als Comedyteam beim Sender KXOL in Fort Worth (Texas) auf, ein Jahr später wechselten sie nach Kalifornien, wo sich ihre Wege jedoch nach zwei Jahren trennten. 1961 heiratete er Brenda Hosbrook, ihre gemeinsame Tochter Kelly wurde 1963 geboren. In dieser Zeit wurde Carlin durch seine häufigen Auftritte in der Ed Sullivan Show und Johnny Carsons Tonight Show landesweit bekannt.

### Karriere als Stand-up-Comedian

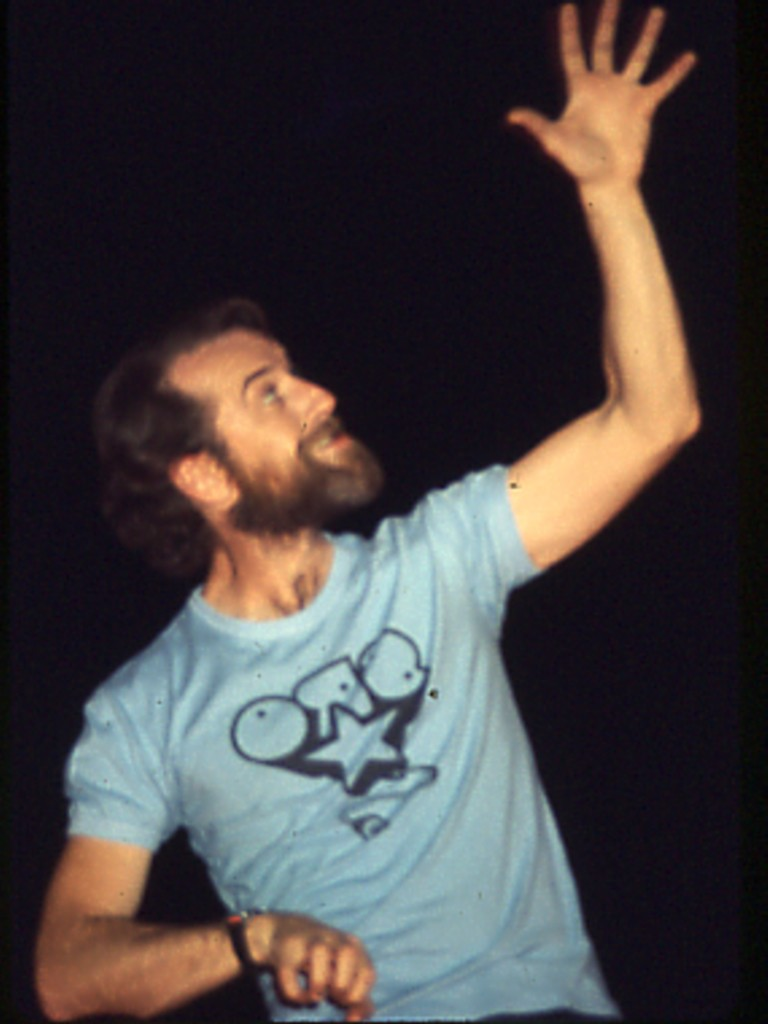
Carlin in den 70er Jahren

George Carlin war in den Vereinigten Staaten als Tabubrecher bekannt. Themen seiner Comedy-Programme waren Sprache, Psychologie, Politik und insbesondere Religion. 1973 sorgte er mit einem Radiobeitrag über die „sieben schmutzigen Wörter“ (Filthy Words) für Entrüstung, der aufgrund seines als obszön und jugendgefährdend geltenden Inhalts einen Rechtsstreit nach sich zog. 1978 entschied der Oberste Gerichtshof der USA mit einer knappen Mehrheit von 5:4, dass die Federal Communications Commission das Recht dazu habe, die Ausstrahlung von Beiträgen solchen Inhalts zu verbieten, wenn die Gefahr bestehe, dass Kinder und Jugendliche zuhören könnten.
Carlins spätere Auftritte konzentrierten sich darauf, die Fehler des modernen Amerika aufs Korn zu nehmen. Er griff oft aktuelle Themen der amerikanischen Politik und die Exzesse der amerikanischen Kultur auf. Er nahm mit besonderer Vorliebe die Religion aufs Korn, die er als einfältigen Aberglauben charakterisierte. Er kritisierte auch die Konsumgesellschaft, in der allzu oft Bürgerrechte gegen „Spielzeuge“ wie Computer, Geländewagen, Videospiele und Häuser eingetauscht würden. Politische Korrektheit betrachtete er als eine verbreitete, verlogene Strategie der Realitätsvermeidung.
Carlin wurde von Comedy Central als der zweitgrößte Stand-up-Comedian aller Zeiten nach Richard Pryor ausgezeichnet und erhielt den Lifetime Achievement Award der American Comedy Awards. Seine Programme wurden regelmäßig auch auf Alben und auf Video/DVD veröffentlicht und mehrfach mit dem Plattenpreis Grammy ausgezeichnet.

### Karriere als Schauspieler
Carlins Filmkarriere begann Ende der 1960er Jahre mit Der Mann in Mammis Bett. Erste Bekanntheit im deutschsprachigen Raum, erreichte er mit seiner Rolle des Rufus in den Filmen Bill & Teds verrückte Reise durch die Zeit sowie Bill & Ted’s verrückte Reise in die Zukunft. In Scary Movie 3 spielte er die Rolle des Architekten in einer Parodie auf die Matrix-Filme. Der Regisseur Kevin Smith besetzte Carlin seit Dogma, in dem er einen Kardinal spielte, häufig in Nebenrollen.
1994/95 hatte Carlin seine eigene Fernsehshow und daneben vereinzelte Gastauftritte in Fernsehserien wie MADtv, Shining Time Station und Welcome Back, Kotter.
Carlin war auch als Sprecher tätig. So war er einer der Erzähler in der Fernsehserie Thomas, die kleine Lokomotive, trat als Gaststar bei den Simpsons auf und sprach Rollen in dem Pixar-Animationsfilm Cars sowie in Disneys Tarzan II. Zudem wiederholte er seine Rolle als Rufus in der Zeichentrick-Fortsetzung der Bill & Ted-Filme.
Carlin starb am 22. Juni 2008 im Alter von 71 Jahren in einem Krankenhaus in Santa Monica an Herzversagen.

## HBO Specials (Auswahl)
- 1977: George Carlin at USC
- 1978: George Carlin: Again!
- 1982: Carlin at Carnegie
- 1984: Carlin on Campus
- 1986: Playin’ with Your Head
- 1988: What Am I Doing in New Jersey?
- 1990: Doin’ It Again
- 1992: Jammin’ in New York
- 1996: Back in Town
- 1999: You Are All Diseased
- 2001: Complaints and Grievances
- 2005: Life Is Worth Losing
- 2008: It’s Bad for Ya

## Filmografie (Auswahl)
- 1968: Der Mann in Mammis Bett (With Six You Get Eggroll)
- 1976: Car Wash – Der ausgeflippte Waschsalon
- 1987: Nichts als Ärger mit dem Typ (Outrageous Fortune)
- 1988: Justin Case
- 1989: Bill & Teds verrückte Reise durch die Zeit (Bill & Ted’s Excellent Adventure)
- 1990: Geld stinkt nicht (Working Trash)
- 1991: Bill & Ted’s verrückte Reise in die Zukunft (Bill & Ted’s Bogus Journey)
- 1991: Herr der Gezeiten (The Prince of Tides)
- 1998: Jerry Seinfeld: I’m Telling You for the Last Time
- 1999: Dogma
- 2001: Jay und Silent Bob schlagen zurück (Jay and Silent Bob Strike Back)
- 2003: Scary Movie 3
- 2004: Jersey Girl
- 2005: The Aristocrats
- 2006: Cars (Stimme)
- 2007: Es war k’einmal im Märchenland (Happily N’Ever After)

## Auszeichnungen (Auszug)
- 1973 – Grammy für FM and AM
- 1987 – CableACE-Award für 40 Years of Comedy
- 1988 – American Comedy Award für 40 Years of Comedy
- 1993 – Grammy für Jammin in New York
- 1993 – CableACE-Award für Jammin in New York
- 1997 – American Comedy Award für Back in Town
- 2001 – American Comedy Award – Livetime Achievement Award
- 2001 – Grammy für Brain Droppings
- 2001 – Emperor Has No Clothes Award der Freedom From Religion Foundation
- 2002 – Grammy für Napalm & Silly Putty
- 2008 – Mark-Twain-Preis

Carlin war zudem sechsmal für den Emmy nominiert.

## Diskografie (Alben)
| Jahr | Titel                                                 | Höchstplatzierung, Gesamtwochen, AuszeichnungChartsChartplatzierungen (Jahr, Titel, Platzierungen, Wochen, Auszeichnungen, Anmerkungen) | Anmerkungen |
| Jahr | Titel                                                 | US | Anmerkungen |
| ---- | ----------------------------------------------------- | --- | ----------- |
| 1972 | FM & AM                                               | US13 Gold · (35 Wo.)US |             |
| 1972 | Class Clown                                           | US22 Gold · (35 Wo.)US |             |
| 1973 | Occupation: Foole                                     | US35 Gold · (21 Wo.)US |             |
| 1975 | Toledo Window Box                                     | US19 Gold · (17 Wo.)US |             |
| 1975 | An Evening With Wally Londo Featuring Bill Slaszo     | US34 (15 Wo.)US |             |
| 1977 | On The Road                                           | US90 (9 Wo.)US |             |
| 1979 | Indecent Exposure (Some of The Best of George Carlin) | US112 (8 Wo.)US |             |
| 1982 | A Place For My Stuff                                  | US145 (13 Wo.)US |             |
| 1984 | Carlin on Campus                                      | US136 (11 Wo.)US |             |
| 2016 | I Kinda Like It When A Lotta People Die               | US176 (1 Wo.)US |             |

## Bibliografie
- George Carlin: Sometimes a Little Brain Damage Can Help Philadelphia, Running Press Book Publishers, 1984, ISBN 0-89471-271-3.
- George Carlin: Brain Droppings, New York, Hyperion, 1998, ISBN 0-7868-8321-9.
- George Carlin: Napalm & Silly Putty, New York, Hyperion, 2001, ISBN 0-7868-8758-3.
- George Carlin: When Will Jesus Bring the Pork Chops?, New York, Hyperion, 2004, ISBN 1-4013-0134-7.
- George Carlin: Three Times Carlin, New York, Hyperion, 2006, ISBN 978-1-4013-0243-6.
- George Carlin: Watch My Language, New York, Hyperion, 2009, ISBN 0-7868-8838-5.